# Tadzhikoniscus coecus
Tadzhikoniscus coecus là một loài chân đều trong họ Trachelipodidae. Loài này được Borutzkii miêu tả khoa học năm 1976.